# Anne-Marie Lagrange
Anne-Marie Lagrange (* 12. März 1962 in der Region  Rhône-Alpes) ist eine französische Astrophysikerin, bekannt für Forschung zu Exoplaneten.

## Leben
Lagrange studierte ab 1982 an der École polytechnique und erwarb 1986 ihren DEA in Astrophysik an der Universität Paris VII. 1989 wurde sie am Pariser Institut für Astrophysik bei Alfred Vidal-Madjar promoviert. Als Post-Doktorandin war sie an der Europäischen Südsternwarte in Deutschland und Chile und traf den Astrophysiker Pierre Léna. Ab 1990 war sie am  Laboratoire d'astrophysique de Grenoble (LAOG) unter Alain Omont und bildete eine Gruppe zur Entdeckung von Exoplaneten. 1994 habilitierte sie sich und wurde Chargé de Recherche des CNRS. 1997 bis 2000 war sie am Very Large Telescope in Chile verantwortlich für NAOS (eine der adaptiven Optiken) und sie war ab 2003 auch für dessen Nachfolger Sphere mit verantwortlich. 2000 wurde sie Forschungsdirektorin des CNRS, wo sie auch 2004 bis 2006 stellvertretende Direktorin des Institut national des sciences de l'univers (INSU) war und verantwortlich für die Abteilung Astronomie und Astrophysik des CNRS. Ab 2007 war sie wieder in Grenoble (LAOG, ab 2011 wurde daraus das Institut de planétologie et d'astrophysique de Grenoble, IPAG).
In den 1990er Jahren gelangen ihr direkte Bilder von Exoplaneten mit den damals neuartigen adaptiven Optiken. Sie erforschte Riesenplaneten um junge Sterne und 2005 gelang ihr die erste direkte Beobachtung eines Planeten um einen Braunen Zwerg. Ihr gelangen auch 2008 direkte Bilder des großen Exoplaneten (Beta Pictoris b) bei Beta Pictoris. Den Stern, bei dem man schon länger einen Planeten vermutete, beobachtete sie seit 1993.
2013 wurde sie Mitglied der Académie des sciences. 2005 erhielt sie den Prix de la Fondation Cino del Duca, 2003 den Prix Deslandres, 2006 den Prix Rayonnement Français, 2011 den Prix Irène-Joliot-Curie, 1994 die Bronzemedaille des CNRS und 2017 den Prix Jean Ricard. Sie ist Ritter (2010) und ab 2015 Offizier der Ehrenlegion. Ab 2014 war sie im französischen Forschungsrat (Conseil stratégique de la recherche, CSR).

## Bücher
- Observer le ciel de nuit, Paris: Nathan 1998.
- Fascicule d’astronomie pour les jeunes, Nathan, 1999.
- mit Serge Brunier: Les grands observatoires du monde, Paris, Éditions Bordas, 2002.
- mit Pierre Léna, Hervé Dole: L’observation en astronomie, Paris, Éditions Ellipses, 2009.